# Атла
А́тла (ест. Atla küla) — село в Естонії, у волості Ляене-Сааре повіту Сааремаа.

## Населення
Чисельність населення на 31 грудня 2011 року становила 10 осіб.

## Географія
Атла лежить на березі однойменної затоки (Atla laht) Балтійського моря.
Через село проходить дорога Карала — Атла, що відходить від шосе 112 (Кяесла — Карала — Лоона).

## Історія
Історично Атла належала до приходу Кігелконна (Kihelkonna kihelkond).
До 12 грудня 2014 року село входило до складу волості Люманда.